# Tricimba cincta
Tricimba cincta är en tvåvingeart som först beskrevs av Johann Wilhelm Meigen 1830.  Tricimba cincta ingår i släktet Tricimba och familjen fritflugor. Arten är reproducerande i Sverige. Inga underarter finns listade i Catalogue of Life.